# Opius gigapiceus
Opius gigapiceus är en stekelart som beskrevs av Fischer 1989. Opius gigapiceus ingår i släktet Opius och familjen bracksteklar. Inga underarter finns listade i Catalogue of Life.